# تشارلز يوجين فولر
تشارلز يوجين فولر (بالإنجليزية: Charles Eugene Fuller)‏ (و. 1849 – 1926 م) هو سياسي، محام من الولايات المتحدة الأمريكية ولد في بيلفيدير.